# 성 키우기
성 키우기는 다양한 캐릭터를 사용해 몬스터와 싸우고 성을 방어하는 게임이다.